# Jan Stępień (malarz)

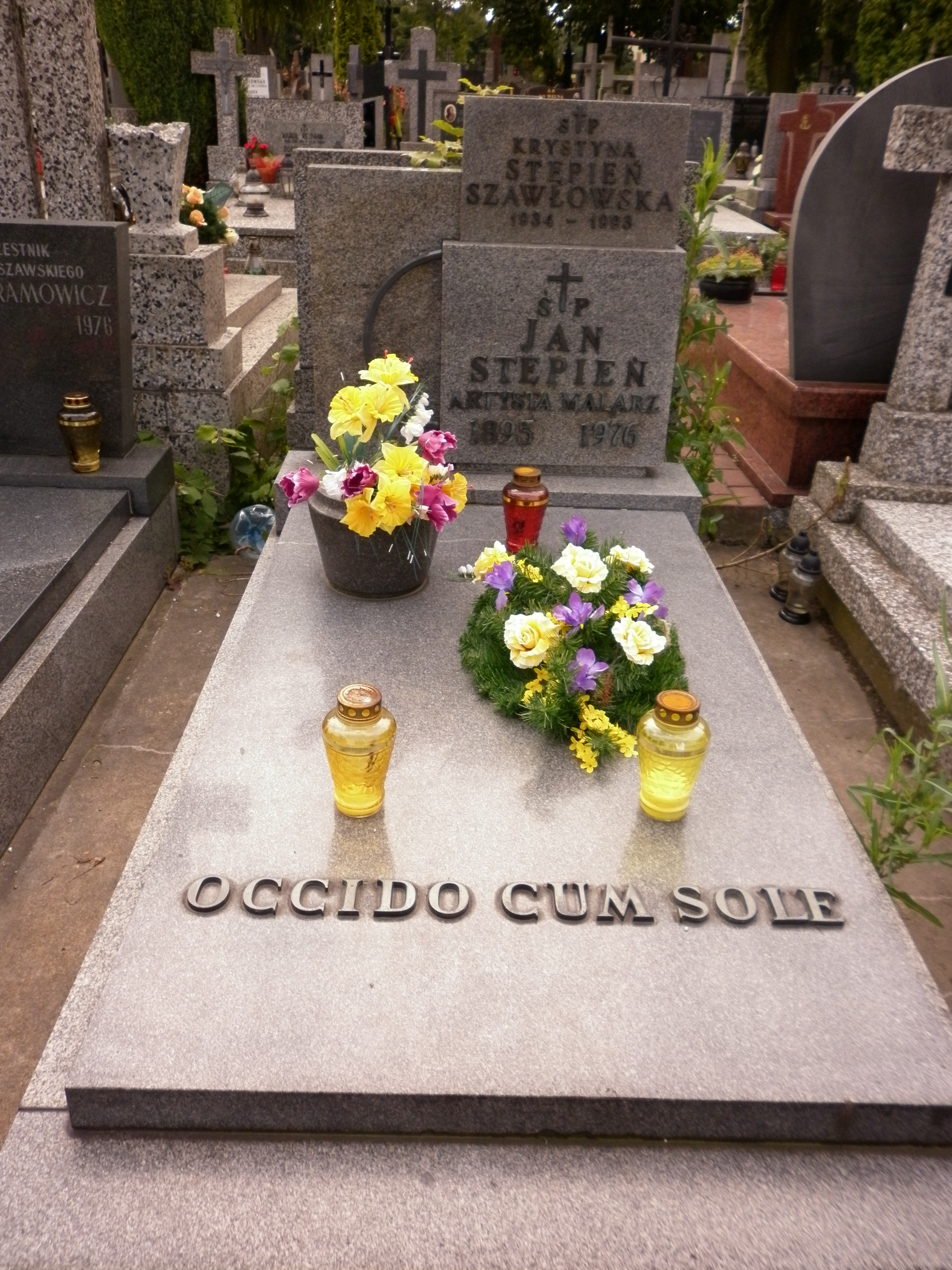
Grób malarza Jana Stępnia na Cmentarzu przy ul Renety w Warszawie

Jan Stępień (ur. 28 stycznia 1895 w Policznie, zm. 11 listopada 1976 w Warszawie) – malarz batalista, sakralista i portrecista; członek tzw. Grupy Kujawskiej.

## Życiorys
Urodził się i wychował w miejscowości Policzna, uczęszczając do Szkoły Powszechnej w Zwoleniu. Edukację artystyczną rozpoczął w C.K. Szkole Przemysłu Drzewnego w Zakopanem. W 1914 r. w obawie przed wcieleniem do armii rosyjskiej, wstąpił jako ochotnik do Legionu Puławskiego. W następnym roku brał udział w walkach na Kielecczyźnie i został ciężko ranny w bitwie pod Pakosławiem. W czasie rekonwalescencji, którą odbywał w Moskwie, kontynuował naukę w Szkole Rysunku Fjodora Rerberga. W 1918 r. wstąpił do I Korpusu Polskiego pod dowództwem gen. Józefa Dowbora-Muśnickiego. Po zakończeniu wojny rozpoczął naukę malarstwa w Warszawskiej Szkole Sztuk Pięknych w pracowniach Stanisława Lentza i Miłosza Kotarbińskiego. W 1920 został kolejny raz zmobilizowany. W stopniu kaprala kawalerii 3 Pułku Ułanów wziął udział w Bitwie Warszawskiej.
W latach 1920–1925 kontynuował studia na Akademii Sztuk Pięknych w Krakowie u profesorów – Jacka Malczewskiego, Ignacego Pienkowskiego, Wojciecha Weissa. Po studiach powrócił do rodzinnej Policzny. Malował portrety i sceny rodzajowe.
W 1928 r. przyjął zaproszenie baronów Kronenbergów i przeprowadził się wraz z żoną do Włocławka. We Włocławku w latach międzywojennych malował polichromie w katedrze i kościele franciszkańskim, portrety dostojników kościelnych, obrazy religijne, a także ulubione konie w stadninach i na poligonie 14 Pułku Piechoty. W czasie okupacji niemieckiej nie opuścił miasta, pracował fizycznie jako kamieniarz i malarz. Szkicował ważne wydarzenia, które później posłużyły mu do obrazów ilustrujących II wojnę światową.
W 1945 r. wziął udział w pierwszej po wojnie wystawie plastyki we Włocławku. Po kilkuletnim pobycie w Karpaczu, w 1950 roku wraz z rodziną powrócił do Włocławka. Od 1952 r. należał do Grupy Kujawskiej. W latach  50. i 60. malował liczne portrety, sceny rodzajowe, martwe natury. W ostatnim okresie twórczości skupił się przede wszystkim na obrazach batalistycznych – scenach z dawnej i najnowszej historii. Brał udział w wielu wystawach zbiorowych. Miał też wystawy indywidualne we Włocławku i w Warszawie. Zmarł nagle w Warszawie podczas przygotowań do wystawy 11 listopada 1975 r., gdzie został pochowany na tamtejszym starym cmentarzu na Służewie.